# Tvååker
Tvååker – miejscowość (tätort) w Szwecji, w regionie administracyjnym (län) Halland, w gminie Varberg.
Według danych Szwedzkiego Urzędu Statystycznego liczba ludności wyniosła: 2640 (31 grudnia 2015), 2886 (31 grudnia 2018) i 2917 (31 grudnia 2019).